# Munster (circonscription électorale européenne)
Pour les articles homonymes, voir Munster.
Munster est une circonscription électorale irlandaise de 1979 à 2004. Elle permet d'élire des membres du Parlement européen. L'élection se fait suivant un scrutin proportionnel plurinominal avec scrutin à vote unique transférable.

## Histoire et frontières
La circonscription est créée en 1979 pour les premières élections directes au Parlement européen. Elle comprend les comtés de Clare, Cork, Kerry, Limerick, Tipperary et Waterford de la province historique du Munster, incluant les villes de Cork, Limerick et Waterford.  Elle est supprimée en 2004 par la « European Parliament Elections (Amendment) Act 2004 » (modification de la loi sur les élections au Parlement européen). La nouvelle circonscription South lui succède.

## Députés
Note : Les colonnes de ce tableau sont utilisées uniquement à des fins de présentation et aucune importance ne doit être attachée à l'ordre des colonnes. Pour plus de détails sur l'ordre dans lequel les sièges ont été remportés à chaque élection, voir les résultats détaillés de cette élection.

## Élections européennes de 1999
| Parti | Parti              | Candidat       | %    | Comptage | Comptage | Comptage | Comptage | Comptage | Comptage |
| Parti | Parti              | Candidat       | %    | 1        | 2        | 3        | 4        | 5        | 6        |
| --- | ------------------ | -------------- | ---- | -------- | -------- | -------- | -------- | -------- | -------- |
| | Fianna Fáil        | Brian Crowley  | 34,4 | 154 195  |          |          |          |          |          |
| | Fianna Fáil        | Gerry Collins  | 18,5 | 83 106   | 117 783  |          |          |          |          |
| | Sans étiquette     | Pat Cox        | 14,3 | 63 954   | 76 203   | 85 257   | 88 357   | 95 004   |          |
| | Fine Gael          | John Cushnahan | 10,3 | 46 100   | 49 009   | 50 496   | 51 483   | 53 497   | 78 232   |
| | Parti travailliste | Paula Desmond  | 6,3  | 28 270   | 34 002   | 36 884   | 40 746   | 46 887   | 52 831   |
| | Fine Gael          | Jim Corr       | 7,0  | 31 363   | 35 026   | 37 556   | 38 693   | 40 669   |          |
| | Sinn Féin          | Martin Ferris  | 6,5  | 29 060   | 31 783   | 34 435   | 36 534   |          |          |
| | Parti vert         | Ben Nutty      | 2,3  | 10 257   | 12 330   | 13 643   |          |          |          |
| | Natural Law        | Stewart Luck   | 0,3  | 1 267    | 1 602    | 1 897    |          |          |          |
| | Sans étiquette     | Denis Riordan  | 0,2  | 1 007    | 1 125    | 1 268    |          |          |          |
| Électorat : 823 008 Valide : 448 579 Non valide : 13 724 (2,9%) Quota : 89 716 Participation : 462 303 (56,2%) |                    |                |      |          |          |          |          |          |          |

Tous les députés en exercice ont été réélus.

## Élections européennes de 1994
| Parti | Parti                            | Candidat         | Première préférence | %    | Siège | Comptage |
| --- | -------------------------------- | ---------------- | ------------------- | ---- | ----- | -------- |
| | Fianna Fáil                      | Brian Crowley    | 84 463              | 23,2 | 1     | 1        |
| | Fianna Fáil                      | Gerry Collins    | 49 677              | 13,6 | 2     | 9        |
| | Fine Gael                        | John Cushnahan   | 36 906              | 10,1 | 3     | 12       |
| | Sans étiquette                   | Pat Cox          | 27 920              | 7,7  | 4     | 12       |
| | Démocrates progressistes         | Desmond O'Malley | 31 674              | 8,7  |       |          |
| | Fine Gael                        | Tom Raftery      | 31 250              | 8,6  |       |          |
| | Parti travailliste               | Jim Kemmy        | 25 486              | 7,0  |       |          |
| | Sans étiquette                   | Nora Bennis      | 18 424              | 5,1  |       |          |
| | Fianna Fáil                      | Paddy Lane       | 19 369              | 5,3  |       |          |
| | Democratic Left                  | Kathleen Lynch   | 15 573              | 4,3  |       |          |
| | Parti vert                       | Dan Boyle        | 10 033              | 2,8  |       |          |
| | Parti des travailleurs d'Irlande | Martin O'Regan   | 6 270               | 1,7  |       |          |
| | Sinn Féin                        | Kieran McCarthy  | 5 171               | 1,4  |       |          |
| | Natural Law                      | Stewart Luck     | 890                 | 0,2  |       |          |
| | Sans étiquette                   | Conor Moloney    | 858                 | 0,2  |       |          |
| | Sans étiquette                   | Denis Riordan    | 607                 | 0,2  |       |          |
| 'Électorat : 755 176 Valide : 364 571 Non valide : 5 319 (1,4%) Quota : 72 915 Participation : 369 890 (49,0%) |                                  |                  |                     |      |       |          |

La circonscription perd un siège ; T. J. Maher et Gene Fitzgerald ont pris leur retraite. Pat Cox démissionne des démocrates progressistes (PD) mais réussit à battre de peu le leader du PD Desmond O'Malley pour le dernier siège.

## Élections européennes de 1989
| Parti | Parti                            | Candidat                           | Première préférence | %    | Siège | Comptage |
| --- | -------------------------------- | ---------------------------------- | ------------------- | ---- | ----- | -------- |
| | Démocrates progressistes         | Pat Cox                            | 85 558              | 17,3 | 1     | 1        |
| | Fianna Fáil                      | Gene Fitzgerald                    | 64 139              | 13,0 | 2     | 9        |
| | Sans étiquette                   | T, J, Maher                        | 55 499              | 11,2 | 3     | 10       |
| | Fine Gael                        | John Cushnahan                     | 43 326              | 8,8  | 4     | 10       |
| | Fianna Fáil                      | Paddy Lane                         | 41 152              | 8,3  | 5     | 10       |
| | Parti travailliste               | Eileen Desmond                     | 29 979              | 6,1  |       |          |
| | Fine Gael                        | Tom Raftery                        | 43 528              | 8,8  |       |          |
| | Fianna Fáil                      | Jackie Fahey                       | 37 290              | 7,5  |       |          |
| | Sans étiquette                   | Patrick Ryan                       | 30 934              | 6,3  |       |          |
| | Parti des travailleurs d'Irlande | Joe Sherlock                       | 26 828              | 5,4  |       |          |
| | Sans étiquette                   | Joe Noonan                         | 15 975              | 3,2  |       |          |
| | Parti travailliste               | Michael Ferris                     | 13 843              | 2,8  |       |          |
| | Sans étiquette                   | George Salter Townshend            | 2 577               | 0,5  |       |          |
| | Sans étiquette                   | William O'Shea                     | 2 011               | 0,4  |       |          |
| | Sans étiquette                   | Abbey of the Holy Cross Fitzsimons | 1 794               | 0,4  |       |          |
| 'Électorat : 703 913 Valide : 494 433 Non valide : 10 786 (2,1%) Quota : 82 406 Participation : 505 219 (71,8%) |                                  |                                    |                     |      |       |          |

Tom Raftery, du Fine Gael, a perdu son siège au profit de Pat Cox, du parti démocrate progressiste.

## Élections européennes de 1984 en Irlande
| Parti | Parti                            | Candidat          | Première préférence | %    | Siège | Comptage |
| --- | -------------------------------- | ----------------- | ------------------- | ---- | ----- | -------- |
| | Sans étiquette                   | T, J, Maher       | 55 079              | 16,1 | 1     | 3        |
| | Fine Gael                        | Tom O'Donnell     | 53 832              | 15,7 | 2     | 5        |
| | Fine Gael                        | Tom Raftery       | 44 236              | 12,9 | 3     | 6        |
| | Fianna Fáil                      | Sylvester Barrett | 47 622              | 13,9 | 4     | 7        |
| | Fianna Fáil                      | Gene Fitzgerald   | 43 036              | 12,6 | 5     | 7        |
| | Fianna Fáil                      | Noel Davern       | 42 863              | 12,5 |       |          |
| | Parti travailliste               | Eileen Desmond    | 26 162              | 7,6  |       |          |
| | Parti des travailleurs d'Irlande | Joe Sherlock      | 17 304              | 5,1  |       |          |
| | Sinn Féin                        | Richard Behal     | 12 829              | 3,7  |       |          |
| 'Électorat : 691 076 Valide : 342 963 Non valide : 6 216 (1,8%) Quota : 57 161 Participation : 349 179 (50,5%) |                                  |                   |                     |      |       |          |

Eileen Desmond (remplacée par Seán Treacy en 1981) a perdu le siège du parti travailliste au Fine Gael, tandis que Noel Davern a perdu son siège au profit de ses colistiers du Fianna Fáil.

## Élections européennes de 1979 en Irlande
| Parti | Parti                          | Candidat         | Première préférence | %    | Siège | Comptage |
| --- | ------------------------------ | ---------------- | ------------------- | ---- | ----- | -------- |
| | Sans étiquette                 | T, J, Maher      | 86 208              | 20,0 | 1     | 1        |
| | Fine Gael                      | Tom O'Donnell    | 46 820              | 10,9 | 2     | 8        |
| | Parti travailliste             | Eileen Desmond   | 53 614              | 12,5 | 3     | 8        |
| | Fianna Fáil                    | Jerry Cronin     | 43 439              | 10,1 | 4     | 9        |
| | Fianna Fáil                    | Noel Davern      | 37 647              | 8,7  | 5     | 9        |
| | Fianna Fáil                    | Michael Herbert  | 34 034              | 7,9  |       |          |
| | Fine Gael                      | Alan Dukes       | 21 510              | 5,0  |       |          |
| | Fianna Fáil                    | Timothy O'Connor | 29 595              | 6,9  |       |          |
| | Fine Gael                      | Jim O'Keeffe     | 25 664              | 6,0  |       |          |
| | Fine Gael                      | John Blair       | 21 615              | 5,0  |       |          |
| | Fianna Fáil                    | Seán French      | 16 655              | 3,9  |       |          |
| | Sinn Féin - The Workers' Party | Michael Dunphy   | 11 526              | 2,7  |       |          |
| | Sans étiquette                 | Michael B Crowe  | 2 268               | 0,5  |       |          |
| 'Électorat : 641 625 Valide : 430 595 Non valide : 14 597 (3,3%) Quota : 71 766 Participation : 445 192 (69,4%) |                                |                  |                     |      |       |          |